# Aarons Stab
Aarons Stab (englischer Originaltitel: Aaron’s Rod) ist ein 1922 veröffentlichter Roman von D. H. Lawrence. Er erzählt die Geschichte des Bergarbeitersohns Aaron Sisson aus den Midlands, der Frau und Kinder verlässt, um ein Leben als umherreisender Flötist zu führen. Lawrence konstruiert in dem Werk eine Parallele zwischen dem blühenden Stab der biblischen Figur Aaron und der von Aaron Sisson gespielten Flöte.

## Ausgaben
- Aaron's Rod (1922), herausgegeben von Mara Kalnins, Cambridge University Press 1988, ISBN 0-521-25250-4.
- Aarons Stab, übersetzt von Stefan Weidle, Weidle Verlag 2004, ISBN 3-931135-74-8 (dt. Erstausgabe).